# Јохан фон Хербек
Јохан Ритер фон Хербек (25. децембар 1831 – 28. октобар 1877) је био аустријски музичар, диригент и композитор, рођен у Бечу, најпознатији по томе што је предводио премијеру „Недовршене“ симфоније Франца Шуберта.
Био је практично самообразовани музичар, али је напорним радом брзо напредовао од места хориста до професора на Бечком конзерваторијуму. Од 1859. до 1870. и поново од 1873. до 1877. дириговао је концертима Друштва пријатеља музике, који су под његовим енергичним руководством постали догађаји од највеће важности. Године 1866. постављен је за главног дворског капеља, а од 1871. до 1875. био је директор Царске опере, дајући оставку због интрига и сметњи које није могао да трпи.
Био је велики поборник музике Франца Шуберта и дириговао је премијером његове „Недовршене” симфоније 1865. Године 1867. дириговао је прва три става Брамсовог Немачког реквијема . Дириговао је и бечком премијером Вагнерове опере Мајстори певачи из Нирнберга. Био је прилично утицајан у локалном музичком животу током већег дела своје каријере. Био је одговоран за именовање Антона Брукнера у Бечу и био је један од његових најватренијих присталица. Хектор Берлиоз га је описао као првокласног диригента.
Написао је много одличних деоница и неке инструментале. Његова оркестарска музика је укључивала Танцмоменте (деонице за плес које је Франц Лист аранжирао за соло клавир, С. 492), Уметников пут, Симфонијске варијације и неколико симфонија, међу њима и Симфонију у де-молу са оргуљама (бр. 4, његов опус 20, објављен 1878. постхумно). Написао је и Гудачки квартет у Ф, оп. 9, а разна друга дела су остала у рукопису. Једно од његових најомиљенијих дела је Пуери Конћините, божићни мотет за дечачки хор и соло глас. 1866. написао је Велику мису за хор, оргуље и оркестар, коју су снимили Минхенски филхармонијски хор и Филхармонија Фестива којом је дириговао Герд Шалер. 
Године 1874, три године пре смрти, Хербек је постављен на трећи ранг Гвоздене круне, чиме је уздигнут до витешког звања, и од тада је био „Јоханн Ритер фон Хербек“.  Његов син Лудвиг написао је мемоаре свог оца 1885.